# Новицкий, Иван Юрьевич
Ива́н Ю́рьевич Нови́цкий (род. 24 октября 1960, Москва) — российский политический деятель, бывший депутат Московской городской думы пяти созывов (1994—2014), член партии «Единая Россия» и её местного политического совета в Северном административном округе г. Москвы, заместитель руководителя ГБУ «Озеленение» Департамента жилищно-коммунального хозяйства города Москвы, сопредседатель Медиасовета «Первого общественного экологического телевидения» и член московского общественного совета проекта «Чистая страна».

## Образование
Учился в школе № 279 (нынешний ЦО № 1499). В 1981 году с отличием окончил биологический факультет МГУ им. М. В. Ломоносова, в 1984 году окончил аспирантуру (ленинский стипендиат). Кандидат биологических наук. В 1994 году освоил курс «Государственное предпринимательство и бюджет в государственном секторе» в Школе управления имени Джона Ф. Кеннеди Гарвардского университета.

## Научная деятельность
В 1985—1993 годах занимался научной деятельностью в МГУ им. М. В. Ломоносова, в НИИ глазных болезней им. Гельмгольца, затем в Институте химической физики РАН. Автор ряда трудов по зрительной рецепции, в том числе «Спектральная неоднородность красночувствительных колбочек сетчатки».
Преподаватель Российской академии государственной службы при президенте России и Университета Правительства Москвы (тематика — земельно-имущественные отношения), член Попечительского совета Экономико-энергетического института.

## Политическая деятельность

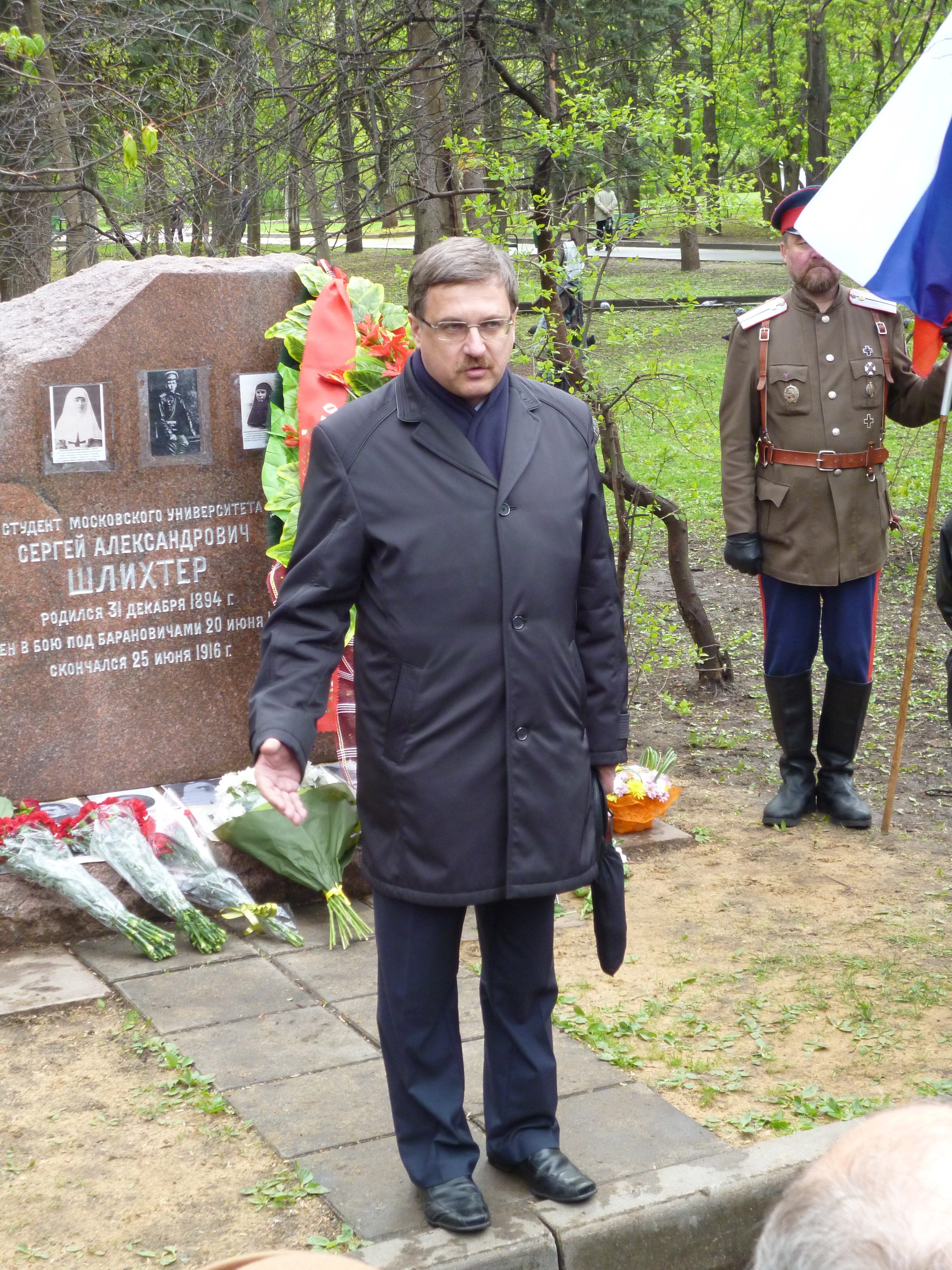
Иван Новицкий на открытии памятника сёстрам милосердия

В 1990—1993 годах — депутат Октябрьского районного Совета народных депутатов. Участвовал в разработке и внедрении системы регистрации коммерческих и некоммерческих организаций в Москве, был председателем Комиссии по гласности и информации.
В 1993 году был избран депутатом Московской городской думы. Переизбирался в 1997, 2001 и 2005 годах. В 1993—2001 годах — председатель фракции «Выбор России» в Мосгордуме; заместитель председателя Московской организации партии «Демократический выбор России». С 1994 по 2005 год был председателем Комиссии Московской городской думы и Правительства Москвы по нормативной базе земельных и имущественных правоотношений. В апреле 2004 — январе 2005 года — сопредседатель фракции «Новая Москва», созданной депутатами — членами партии СПС и Российской партии жизни. В 2005 году возглавлял список объединения «Яблоко» (вошёл в него как представитель «Союза правых сил» после того, как было принято решение о включении членов СПС в список «Яблока»). В январе — декабре 2005 года — председатель фракции «Союз правых сил» в Мосгордуме. С декабря 2005 до 2007 года являлся членом фракции «Яблоко — Объединённые демократы». В марте 2002 — январе 2006 года — заместитель председателя Московской городской организации (МГО) СПС. 28 января 2006 года избран председателем МГО СПС. В июне 2007 года политсовет МГО СПС был распущен федеральным политсоветом партии. 4 июля 2007 года Новицкий был исключён из СПС за поддержку кандидатуры Юрия Лужкова на пост мэра Москвы. С этими действиями федерального политсовета СПС Новицкий и его сторонники не согласились. Уже вечером 4 июля 2007 года было объявлено, что конференция МГО СПС вновь приняла Новицкого в партию и восстановила его на посту председателя организации, однако данное решение не имело юридической силы, так как данная конференция и принятые на ней решение не были приняты федеральным политсоветом.
В сентябре 2007 объявил о переходе во фракцию «Единая Россия» в Московской городской думе. Член политсовета Московского городского регионального отделения партии «Единая Россия». Вновь избран депутатом Мосгордумы 11 октября 2009 года. Являлся членом ряда комиссий Мосгордумы: по организации работы думы; по перспективному развитию и градостроительству; по экологической политике. Член объединённой комиссии Московской городской думы и Московской областной думы по координации законотворческой деятельности. Снял свою кандидатуру с предварительных выборов в Мосгордуму в 2014 году. По словам нескольких депутатов городского парламента, Новицкий снял свою кандидатуру, так как не смог заручиться поддержкой ни в мэрии, ни в партии. В октябре 2014 года назначен заместителем руководителя департамента топливно-энергетического хозяйства Москвы. В марте 2017 года департамент был ликвидирован путём объединения с департаментом ЖКХ.

## Инициативы
В 2006 году выступал против инициативы депутатов партии «Единая Россия» ликвидировать возможность создания общественных объединений без государственной регистрации.
В книге «Пролетая над большой кормушкой» Новицкий называется одним из инициатором внедрения в Москве программы стерилизации бездомных собак с обязательным выпуском их обратно в среду обитания на городские улицы, которая проводилась в столице в начале 2000-х годов.
В 2012 году Новицкий поддержал идею создания в Москве «велополитена» — сети крытых тоннелей для велосипедистов, в которых пользователи смогут двигаться в обе стороны со скоростью до 30 км/ч. Однако это предложение было подвергнуто критике. В частности, координатор проекта «Let’s bike» Владимир Кумов выступил против идеи «загнать велосипедистов в какие-то трубы», а в компании «Дормост» подсчитали, что стоимость реализации этого проекта будет «огромной».
В мае 2014 года Новицкий был в числе авторов законопроекта, разрешающего штрафовать москвичей за размещение баннеров на балконах их квартир.

## Отношение к религии
Считает, что преобладание в государстве одной религии, в частности православия в России, является формой тоталитаризма. Выступал за введения в московских школах предмета «религиоведение», на котором учащимся дадут возможность познакомиться с различными мировыми религиями, условиями их зарождения и формирования.

## В светской хронике
Новицкий неоднократно становился персонажем газетной «светской хроники». В частности, в марте 2004 года он был среди участников ужина в ресторане Extrablat в швейцарском Давосе. Как отметил обозреватель газеты «КоммерсантЪ», «гости чинно выпивали и закусывали».
В марте 2008 года Новицкий оказался в числе почетных гостей на приёме, который давал предприниматель Шалва Чигиринский на своей вилле в Монако. Его, а также других участников, среди которых была Елена Батурина и Владимир Ресин, доставили на банкет на вертолете из Канны, где накануне проходил светский приём, устроенный компанией «Интеко». После ужина все гости направились на специально арендованную для русских гостей дискотеку в Монте-Карло.

## Расследования
В феврале 2013 года Новицкий стал героем документального видеоролика, который еженедельник «АиФ» назвал «скандальным». Активисты ФАР снимали, как сотрудники ГИБДД на Кутузовском проспекте отлавливают нарушителей, объезжающих многокилометровую пробку по разделительной полосе. Среди автомобилей, остановленных автоинспекторами, оказалась и чёрная «Audi», в которой находился Новицкий. Выйдя из машины, депутат поинтересовался у активистов, кто они такие и почему снимают происходящее на видео, после чего депутат резко и без объяснения причин попытался выбить камеру у оператора и разбить её об асфальт. В ходе последовавшей словесной перепалки с активистами, депутат заявил, что полиция не будет им заниматься, аргументировав это тем, что он является лицом неприкосновенным, после чего уехал.